# Plaza de la Constitución (Ciudad de Guatemala)
La plaza de la Constitución, también comúnmente llamada Parque Central, es la mayor plaza de Guatemala, rodeada al norte por el Palacio Nacional, que es sede del Gobierno, al este por la Catedral Metropolitana, al sur por el Portal del Comercio, y al oeste por el Parque Centenario y la Biblioteca Nacional de Guatemala. Se ubica en la sexta avenida de la zona 1, en el Centro histórico de la Ciudad de Guatemala.
En la plaza se llevan a cabo algunos de los eventos más importantes del país, tales como las celebraciones y los desfiles del Día de la Independencia de Guatemala, conciertos, discursos, entre otros.  También ha sido escenario de las comparsas y fuertes críticas al gobierno del desfile bufo de la Huelga de Dolores de los estudiantes de la Universidad de San Carlos y de manifestaciones y protestas en contra del gobierno guatemalteco.
La entrada principal del Palacio Nacional es el kilómetro cero de todas las carreteras de la República de Guatemala.

## Historia

### Plaza de Armas
En 1779, se hizo cargo de la Capitanía General de Guatemala el brigadier español José de Estechería, luego de que su predecesor, el teniente general Matías de Gálvez, fuera promovido a Virrey de México tras expulsar a los ingleses de la isla de Roatán.  Estechería ordenó la instalación de la fuente de Carlos III en la Plaza de Armas.
El arquitecto Marco Ibáñez, el delineador Antonio Bernasconi y el ingeniero Joaquín de Isasi tuvieron a cargo el levantamiento de los planos de la nueva Catedral de Santiago y después de dos años lograron que los planos fueran aprobados por Real Cédula del 6 de noviembre de 1779, la que arribó a Guatemala en febrero de 1780. El arzobispo de Guatemala, Cayetano Francos y Monroy, bendijo el solar y colocó la primera piedra de la Catedral en 1782. Los trabajos de construcción se iniciaron formalmente el 13 de agosto de 1783, y duraron hasta el 15 de marzo de 1815 en fue llevada procesionalmente desde su trono en la Provisional Catedral en el Beaterio Santa Rosa la venerada imagen de Nuestra Señora del Socorro, la cual fue colocada en el altar principal de su capilla, en donde ha permanecido desde entonces. Para 1815, estaba terminada la mayor parte del templo y se trasladó el órgano a la misma, así como numerosas imágenes de santos además de la imagen de Nuestra Señora del Socorro, las cuales fueron trasladas en procesión solemne.  La iglesia se inauguró oficialmente en esa fecha con una solemne misa de Acción de Gracias.
Por su parte, el Real Palacio, o Palacio del Ejecutivo era el edificio sede del poder ejecutivo del Estado de Guatemala desde el traslado de la capital de la Capitanía General de Guatemala al valle de la Ermita en 1776 hasta que fue destruido por los terremotos de diciembre de 1917 y enero de 1918.
El capitán general Gaínza entonces, atendiendo este llamado, reunió una junta de notables compuesta por el señor arzobispo, diputados, jefes militares, los prelados de las órdenes religiosas, y empleados de hacienda. En aquella reunión presidida por el mismo Gaínza, los presentes externaron con libertad su opinión. El señor José Cecilio del Valle tomó la palabra y en un largo discurso demostró la necesidad y la justicia de la independencia, pero manifestando que, para proclamarla primero debía oírse el voto de la Provincias. Sin embargo, los criollos que se habían reunido en la Plaza de Armas pidieron a voces la independencia, y esta fue proclamada ese mismo día, 15 de septiembre de 1821. Valle redactó aquel documento, así mismo como el manifiesto que publicó el capitán general Gainza sobre la independencia.
«En el Acta de la Independencia se fijaron las bases de un nuevo régimen: se determinó que se eligiesen por las Provincias, Representantes para formar el Congreso de la nación, al que debía corresponder la fijación de la forma de gobierno» y la formación de la constitución.

### Gobierno de los 30 años

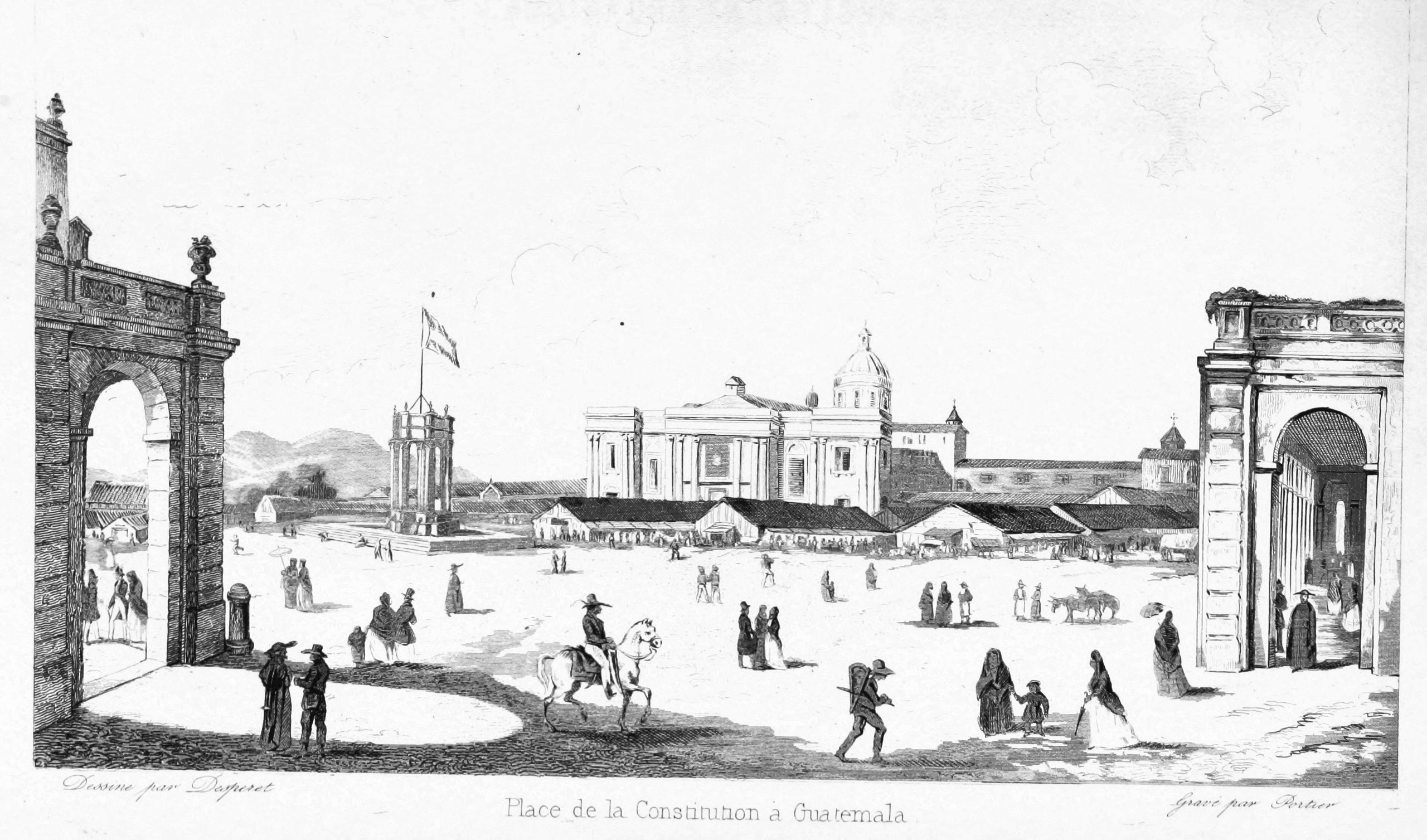
Plaza de Armas de Guatemala en 1844.

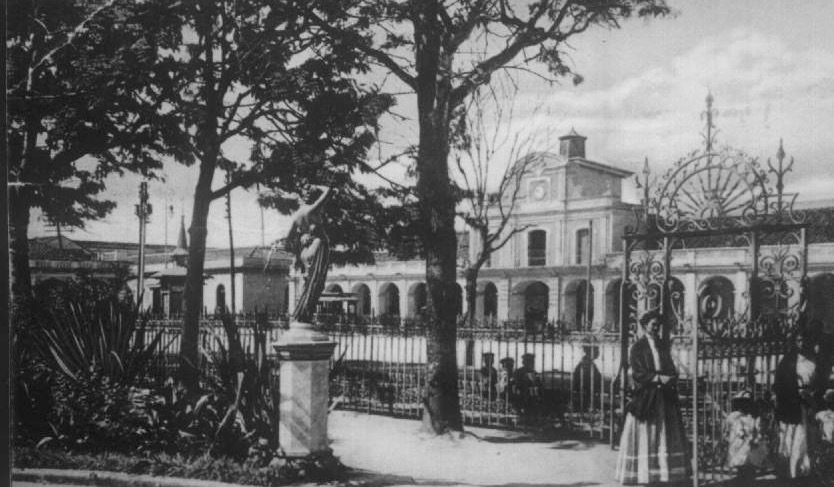
Palacio del Ejecutivo a principios del siglo xx.

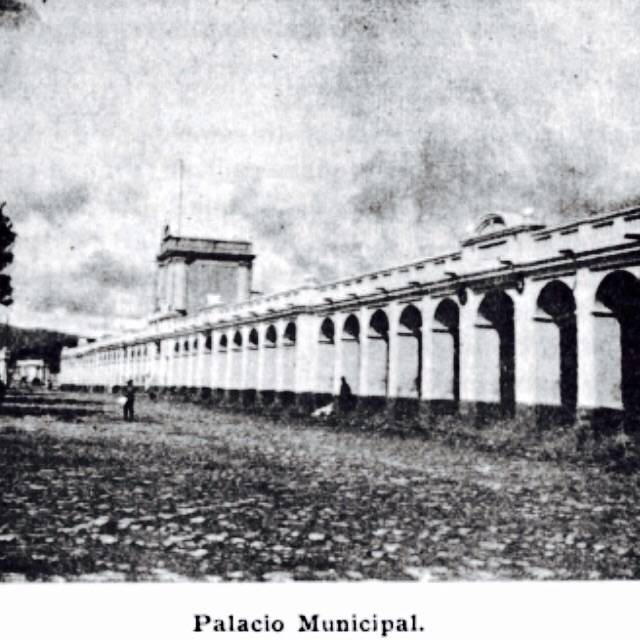
Municipalidad de Guatemala en 1907. También se le conocía como el «Portal del Señor».

La plaza ha sufrido varias modificaciones y ha sido escenario de hechos importantes en la vida de Guatemala a través de sus doscientos años cuarenta años de existencia. Originalmente, únicamente la Catedral Metropolitana al este era un edificio monumental. El resto eran de una planta y con arquerías.
En 1852, el exministro de Guerra del Estado de Los Altos -el general mexicano Agustín Guzmán- regresó a Guatemala una última vez tras las derrotas que sufriera a manos del general presidente Rafael Carrera; en compañía del líder rebelde Agustín Pérez, Guzmán empezaron a combatir las fuerzas guatemaltecas en el oriente del país.  Carrera y sus generales salieron a perseguirlos, pero los rebeldes lograron escapar de ellos y se enfilaron directamente a la Nueva Guatemala de la Asunción, en la cual sólo estaba el coronel Ignacio García Granados con un pequeño contingente de soldados.  Avisado de que los invasores estaban ya en Chinautla, a sólo doce kilómetros de la ciudad, García Granados envió una pequeña tropa a la Plaza de Armas con un cañón, mientras él trató de resistir a los rebeldes en el Cerrito del Carmen. García Granados poco pudo hacer contra Guzmán y Reyes, quienes llegaron hasta la casa de Carrera y le prendieron fuego, sabiendo que dentro se encontraba la familia del caudillo guatemalteco, quienes lograron escapar de las llamas. Luego de incendiar la casa, se dirigieron al Palacio Presidencial, en la Plaza de Armas, en donde fueron recibidos con fuego del único cañón con que contaban las fuerzas defensoras, quienes gracias a un ardid lograron diezmar a los atacantes.  Guzmán fue herido gravemente, y murió poco después, cuando iba huyendo de la ciudad junto con lo que quedaba de sus tropas.

### Gobierno de José María Reyna Barrios
El presidente general José María Reyna Barrios se esforzó por mejorar el ornato de la Nueva Guatemala y empezó por mejorar la Plaza Central, que no había sufrido modificaciones desde su construcción original.  El 15 de noviembre de 1892 autorizó para que el despacho de Fomento, entonces a cargo de Próspero Morales, erogara quince mil novecientos noventa y cinco pesos a los hermanos Rafael y Manuel Ayau para que construyeran un kiosco en el centro de la plaza, el cual ocuparía el lugar que hasta entonces tenía la fuente de Carlos III. La obra fue realizada con hierro y mampostería y estuvo concluida en 1896, basado en un plano realizado por Roberto Fischer.
Posteriormente, Reyna Barrios contrató al arquitecto José de Bustamante, procedente de España para la construcción del Palacio Presidencial o Casa Presidencial. El contrato se aprobó el 8 de febrero de 1895, tres años exactamente antes del asesinato del Presidente; se construyó en el predio que ocupaba la huerta ubicada, en el ala suroeste del Palacio Nacional sobre la 8ª Calle con un costo aproximado de cuatrocientos mil pesos.  La obra se inició el 1 de enero de 1895 y se inauguró el 24 de diciembre de 1896.

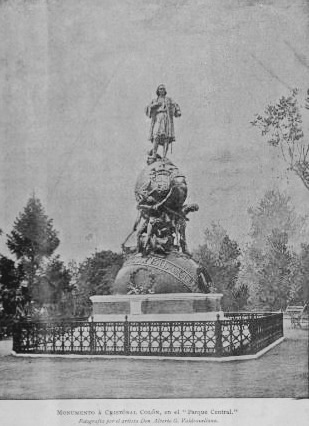
Monumento a Cristóbal Colón; obra construida en 1896. Fotografía de Alberto G. Valdeavellano.

También se construyó el Monumento a Cristóbal Colón, el cual se inauguró el 30 de junio de 1896. El gobierno Reina Barrios había pedido a España e Italia proyectos de monumentos para Cristóbal Colón, pero no quedó satisfecho con ninguno de ellos; por ese entonces arribó a Guatemala el escultor español Tomás Mur y su proyecto dejó impresionado al presidente José María Reina Barrios, al punto que este de inmediato le encargó el proyecto.  El mundo era original en el sentido de que no utilizó una columna para colocar en lo alto de la misma al navegante; el mundo antiguo, incompleto, está representado por el hemisferio que forma la base del monumento y en el que destacan tres figuras colosales que representan a la Paciencia, la Ciencia y el Valor -fuerzas a las que Colón debió su triunfo. Estas figuras con gran esfuerzo logran hacer surgir el Mundo Nuevo, luchando contra la tradición y la ignorancia. Sobre el globo terráqueo que Colón completó, se destaca una enorme figura del descubridor de América, radiante por su triunfo y señalando no el mundo soñado, sino el mundo real y positivo que acaba de descubrir.  El monumento fue retirado por la administración del General Jorge Ubico en 1943 por la construcción del Palacio Nacional.

### Terremotos de 1917-1918
El 17 de noviembre de 1917 se iniciaron los terremotos; el 25 y el 29 de diciembre de ese mismo año, y el 3 y 24 de enero del siguiente, se repitieron los temblores en la república, pero con mucha mayor fuerza, de modo que destruyeron numerosos edificios públicos y casas particulares en la Nueva Guatemala y en la Antigua Guatemala. Entre los edificios destruidos destacaban numerosas estructuras que habían sido construidas en los gobiernos de Reyna Barrios (pabellón de la Exposición Centroamericana, palacio del bulevar 30 de Junio) y de Manuel Estrada Cabrera (asilo para damas Doña Joaquina). También se destruyó el Palacio del Ejecutivo, que databa del traslado original de la ciudad.
En el Diario de Centro América, después de publicar dos ediciones diarias reportando los desastres, se pasó a hacer crítica al Gobierno por la lenta e ineficiente respuesta al desastre. En uno de los artículos de opinión de este periódico oficial se llegó a decir que las imágenes religiosas de algunos templos católicos de la ciudad se habían salvado porque, al momento del primer terremoto, «ya no quisieron seguir en una ciudad en donde imperaba el lujo excesivo, la impunidad y el terror». Por otra parte, se dijo que existían leyes «excelentes» para la reconstrucción, las cuales, sin embargo, «no se cumplen». También se dijo que estaba ocurriendo un fenómeno que se daba siempre en casos de cataclismos como estos: «se emiten leyes y reglamentos a diario, pero lo que se necesita es de su correcta ejecución diaria, y no de tantos reglamentos». Además, se publicó en primera plana, tres meses después de los terremotos, que «todavía hay escombros por toda la ciudad». El propio Diario de Centro América era editado entre escombros, pese a lo cual logró tirajes de ejemplares de media hoja, a veces hasta dos al día, durante la crisis.

### Linchamientos de la Semana Trágica de 1920

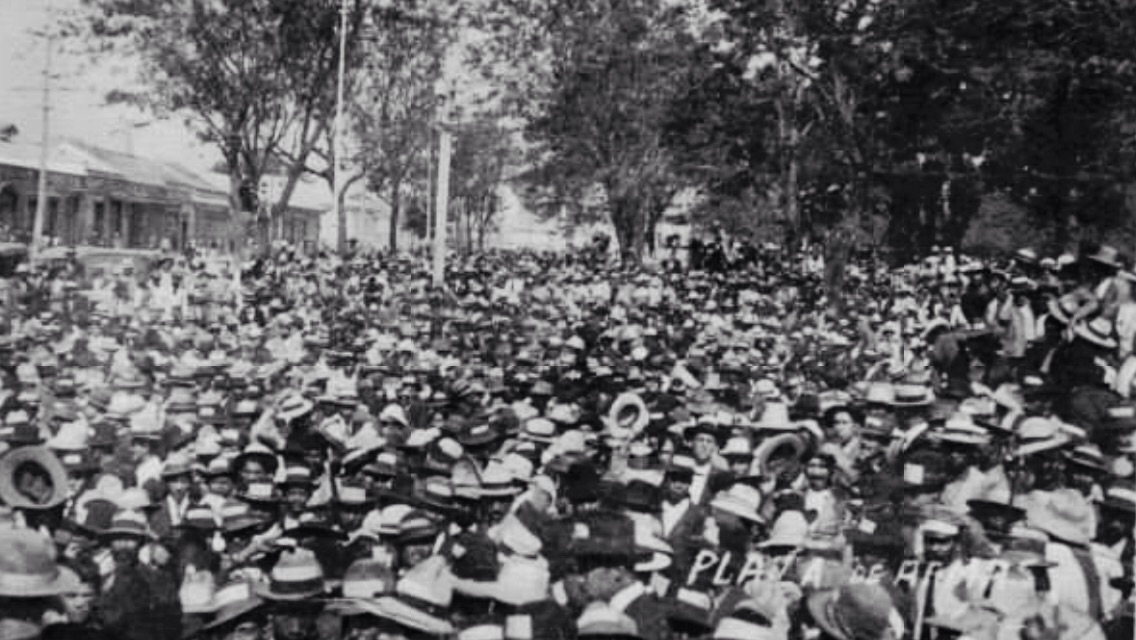
El pueblo congregado en la Plaza de Armas el 15 y 16 de abril de 1920. Los colaboradores del derrocado mandatario Manuel Estrada Cabrera fueron linchados uno por uno por la turba enardecida.

En 1920, tras la caída del presidente licenciado Manuel Estrada Cabrera, el pueblo guatemalteco estaba sediento de venganza en contra de los esbirros del exmandatario, quienes los habían oprimido durante los veintidós años que duró el régimen.  Tras la rendición del presidente el 14 de abril de 1920 y luego de la captura de varios de sus colaboradores más allegados, el pueblo guatemalteco se concentró en la Plaza de Armas el 15 y el 16 de abril y al grito de ¡Otro toro! lincharon a los capturados uno por uno, hasta que los líderes del Partido Unionista se presentaron al lugar y lograron dispersar a la muchedumbre.
Para celebrar el centenario de la independencia en 1921, el gobierno del ciudadano Carlos Herrera y Luna construyó un palacio provisional, que se llamó «Palacio del Centenario» y una concha acústica.  El palacio era de madera y por ello los guatemaltecos le llamaron coloquialmente el «Palacio de Cartón».  La estructura se incendió pocos años después.

### El Arco Chino

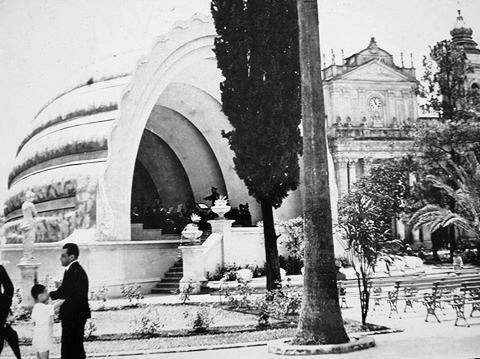
Concha acústica en la esquina noreste de la Plaza de Armas, que estuvo en ese lugar hasta que fue removida para construir el Palacio Nacional en 1938.

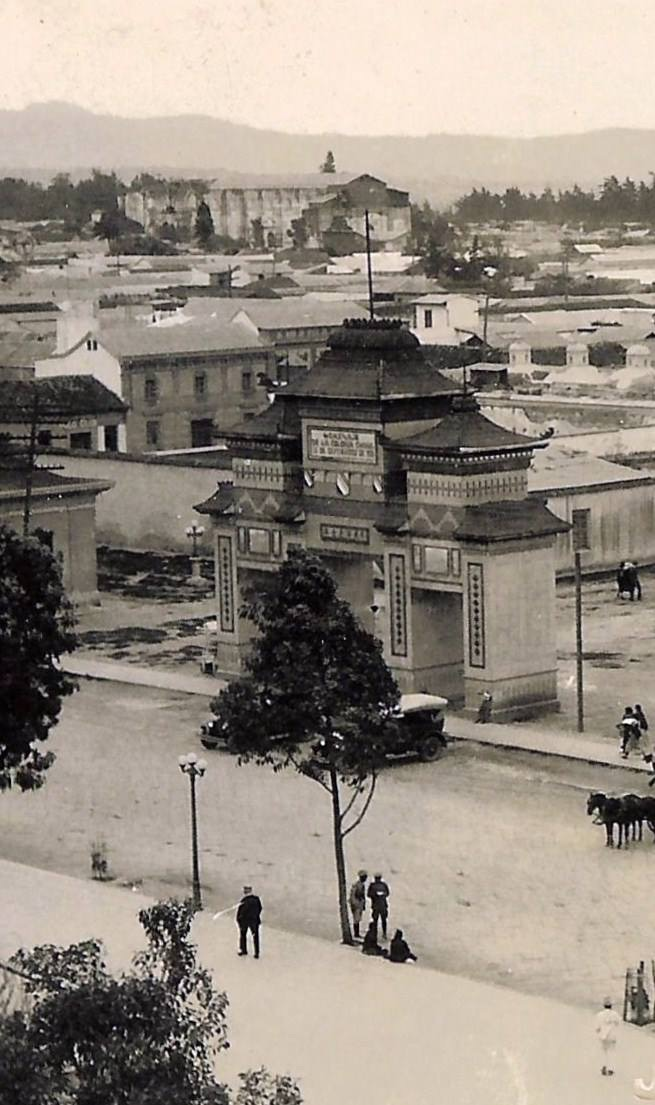
Arco Conmemorativo donado por la Colonia China para celebrar el centenario de la Independencia en 1921.

Para el centenario de la independencia, año de 1921, la Colonia China obsequió al pueblo de Guatemala el «Arco Chino» como se le conoció, fue un Monumento de arquitectura, réplica de un Piafan o Pailou (牌坊) arco memorial, que solía construirse en China para conmemorar eventos especiales.
Los arcos tradicionales generalmente llevan inscripciones para propagar ciertos principios morales o ensalzar los logros estatales, semejante a los Arcos Romanos.
Aunque esta tradición proviene de la dinastía Tang, guarda semejanza con la Torana de la antigua India, para las dinastías Ming y Qing, se convirtió en una estructura elaborada, con postes y puertas, y estructuras intrincadas en la parte superior. El arco de Guatemala fue edificado en madera, mediante cuatro gruesos pilares de sección rectangular, que configuraban tres puertas, unidas entre sí por una masiva estructura a manera de dintel superior, sobre la puerta central contenía un volumen rectangular, destacando su altura sobre dos volúmenes laterales, estos volúmenes estaban coronados con techos a cuatro aguas con diseño propiamente chino, incluso completaba su ornamentación diseños con caligrafía china. En términos generales fue una construcción de apariencia masiva, a diferencia de las existentes en China de estructura más liviana e intrincada carpintería. Este arco se complementó con dos pabellones más que se ubicaron en la manzana en el mismo lugar en donde existiera desde la época colonial española el Palacio del Ayuntamiento y Portal del Señor. En tanto el portal estaba localizado en la bocacalle de la Sexta Avenida y 5ª calle, donde el general Jorge Ubico construiría el Palacio Nacional en 1942. La demolición del portal del ayuntamiento se había iniciado en 1916, un año antes de los terremotos que destruyeron la ciudad y con el desastre natural su destrucción terminó con el antiguo edificio. 
Su localización privilegiada en el centro de la ciudad y su estilo disonante, determinaron que la construcción china durara poco tiempo (1921 a 1938), pues ya en 1923 la Municipalidad de Guatemala lo otorgó en arrendamiento para que el mismo fuera utilizado como cine y fue así como el Palacio Chino tomó el nombre de Teatro o cine Rialto, que funcionó hasta el año 1938, cuando fue demolido para dar paso a la construcción del Palacio Nacional.

### Palacio Nacional
En 1943 el general Jorge Ubico Castañeda mandó a construir el Palacio Nacional de la Cultura (Guatemala) al norte de la Plaza.

### 20 de octubre de 1944

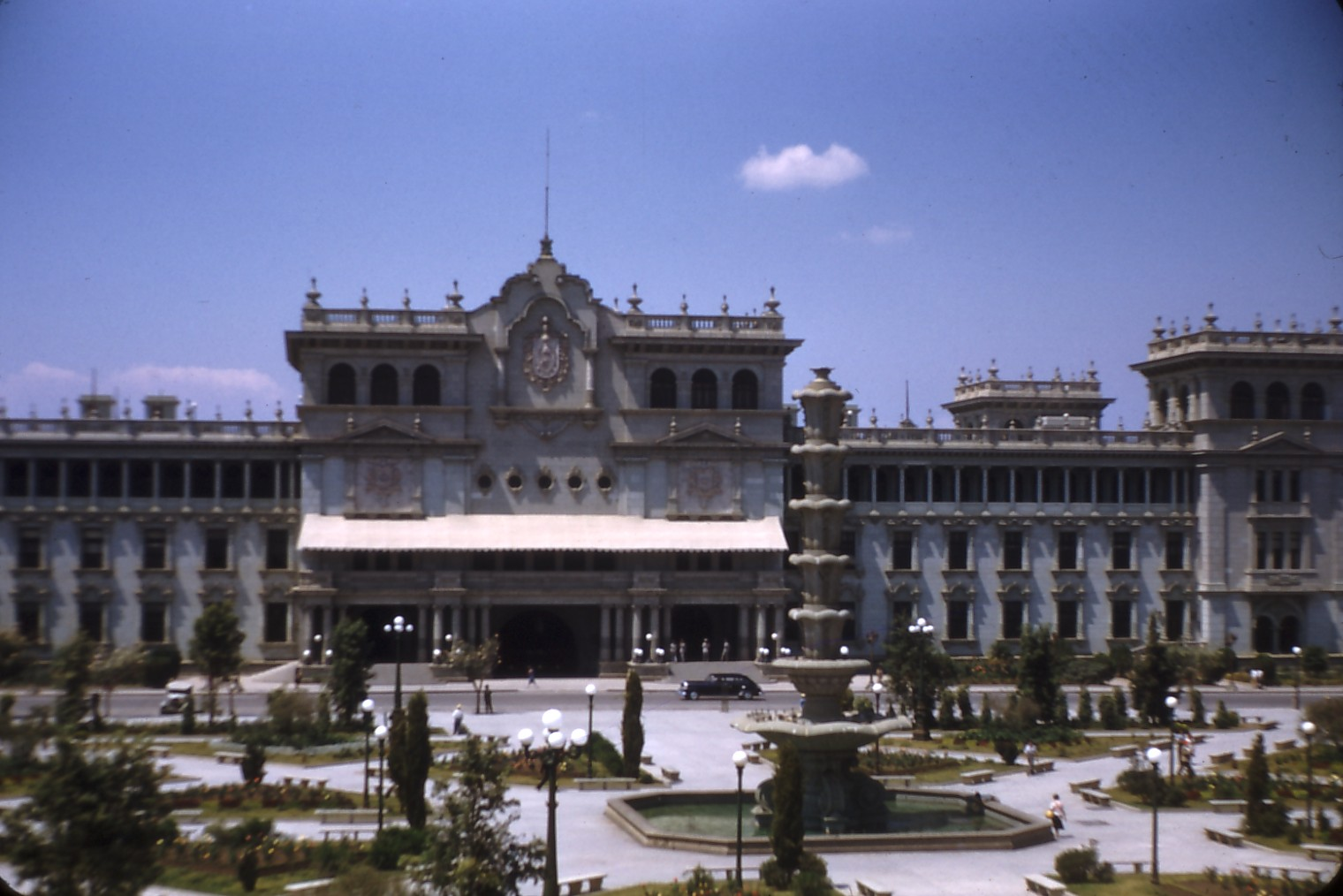
Parque Central en 1948.

De julio a septiembre de 1944, el general Federico Ponce Vaides -quien había sido delegado por el presidente Jorge Ubico como presidente interino tras la renuncia de este el 1.° de julio de 1944- dictó medidas coercitivas contra la ciudadanía, apoyado por el Partido Liberal Progresista, con el objeto de perpetuarse en el poder. Varios oficiales militares de rango intermedio de alta en el batallón de la Guardia de Honor, comenzaron a cambiar impresiones y a proponer soluciones para evitar el surgimiento de una nueva dictadura en el país.  Los enlaces principales que mantuvieron fueron los militares de baja Jacobo Arbenz Guzmán y Enrique de León Aragón. Además, el hombre de negocios Jorge Toriello, el dirigente obrero Silverio Ortiz, el doctor Julio Bianchi y un grupo de estudiantes encabezados por Mario y Julio César Méndez Montenegro, Oscar de León Aragón y Julio Valladares Castillo, entre otros.
En la noche anterior al 20 de octubre de 1944, después de coordinar las unidades que estarían en combate, de comprobar las comunicaciones, adjudicar misiones y objetivos de establecer un puesto de mando, los mayores decidieron iniciar las operaciones de acuerdo con el plan estratégico establecido: dos piezas de artillería fueron situadas en la zona 5 para cañonear el Castillo de Matamoros mientras que dos tanques cubrían el frente del cuartel para evitar fugas; desde los altos del Cerrito del Carmen, otras dos unidades bombardearon el Castillo de San José, también sitiado por otro par de tanques. Fue neutralizado el campo de aviación del Aeropuerto Internacional La Aurora y luego fueron ubicados cuatro cañones más contra Matamoros y el Castillo de San José produciendo, en ambos, estragos materiales en los edificios y una considerable cantidad de bajas entre muertos y heridos. Finalmente, fueron colocados cuatro tanques frente al Palacio Nacional con la orden de atacar en caso de encontrar resistencia. Los primeros civiles que se incorporaron a la lucha armada fueron quince estudiantes universitarios que llegaron a la Guardia de Honor a las dos de la mañana, quienes fueron armadas inmediatamente. Otro contingente civil fue el de los obreros armados liderados por el legendario dirigente Silverio Ortiz.
En las primeras horas de la mañana del 20 de octubre, el Castillo de Matamoros elevó la bandera blanca en señal de redención y a las 10:30 a. m. hizo lo mismo el Castillo de San José. Algunos hechos callejeros violentos por parte de la resistencia obligaron al ejército revolucionario a integrar con estudiantes y maestros un cuerpo de vigilancia llamado  «Guardia Cívica», que patrulló la ciudad de la Nueva Guatemala desde la noche del 20 de octubre en adelante, en sustitución de la policía nacional. Después de las rendición de los dos bastiones militares defensores del gobierno de Federico Ponce, el mandatario y su gabinete levantaron la bandera blanca del cese de hostilidades.

### Protestas estudiantiles y represión estatal

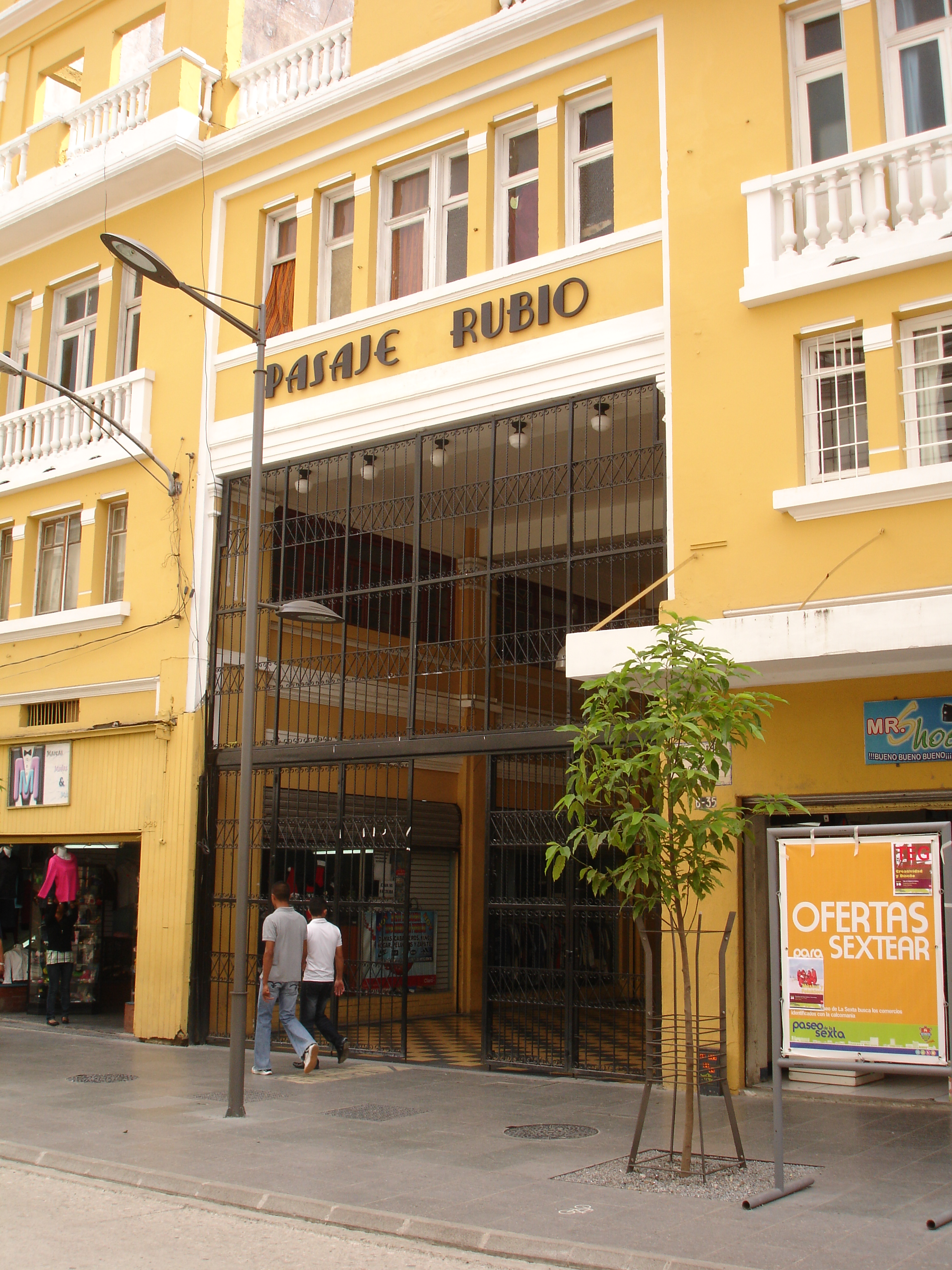
Entrada al Pasaje Rubio sobre la 6a. avenida de la zona 1. En este lugar fue asesinado Castañeda de León el 20 de octubre de 1978.

En julio, Lucas García asumió la Presidencia e inmediatamente liberó los precios de la canasta básica, lo que de inmediato le ganó el rechazo popular. Luego, un aumento a la tarifa del transporte urbano y la huelga de los pilotos del servicio urbano colmó la paciencia de los ciudadanos y el rechazo al Presidente llegó al máximo. El Ministro de Gobernación, Donaldo Álvarez Ruiz, declaró que si no existía permiso gubernamental, cualquier manifestación sería reprimida; de esa cuenta, al inicio de la primera marcha de protesta que se quiso hacer, el equipo antimotines de la Policía Nacional rodeó a los manifestantes y les lanzó bombas lacrimógenas, por lo que los estudiantes se vieron forzados a refugiarse en el Paraninfo Universitario.
A pesar de la gran movilización popular, a finales de septiembre de 1978 la municipalidad aprobó una alza en la tarifa del transporte urbano de cinco a diez centavos. El viernes 30 de septiembre, día que la nueva tarifa entró en vigencia, jóvenes de diversos barrios populares reanudaron su protesta y el fin de semana siguiente, se declaró una huelga general y los empleados estatales paralizaron sus labores y ocuparon sus lugares de trabajo, mientras que los institutos de nivel medio y sus alrededores fueron controlados por estudiantes. El descontento popular era tan grande que la manifestación pronto cobró tal fuerza que a los dirigentes les era difícil controlarla.
Las protestas tuvieron como escenario principal el Parque Central, y no finalizaron hasta que se alcanzó el objetivo más importante: el viernes 7 de octubre el Consejo Municipal restauró la tarifa de cinco centavos; los manifestantes habían logrado vencer al gobierno militar a través de la movilización popular, aunque a costa de entre cuarenta a cien muertes. La movilización de octubre enunció una posición revolucionaria, inspirada por una insurrección similar en Nicaragua.
Pero el gobierno no se quedó de brazos cruzado: el 20 de octubre de 1978, la marcha conmemorativa de la Revolución de octubre de 1944 concluyó sin incidentes en el Portal del Comercio de la Nueva Guatemala, localizado frente al Palacio Nacional en el Parque Central de la ciudad. En los mítines de cierre, el secretario general de la Asociación de Estudiants Universitarios Oliverio Castañeda de León señaló al Ministro de Gobernación, Donaldo Álvarez Ruiz, como responsable de la oleada represiva contra el movimiento popular que se había organizado contras las medidas económicas del gobierno de Lucas García.
Castañeda de León fue asesinado poco después, cuando caminaba sobre la 6a. avenida hacia la cervecería "El Portal", poco después de una hora de haber pronunciado su discurso. Los perpetradores huyeron de la escena del crimen sin la intervención de los policías que estaban en los alrededores y Castañeda murió poco después debido a sus heridas. Esta operación, al mediodía y en pleno centro de la ciudad, demostró la impunidad de los asesinos y el abierto desafío lanzado contra el movimiento popular.

### Bombazo del 5 de septiembre de 1980

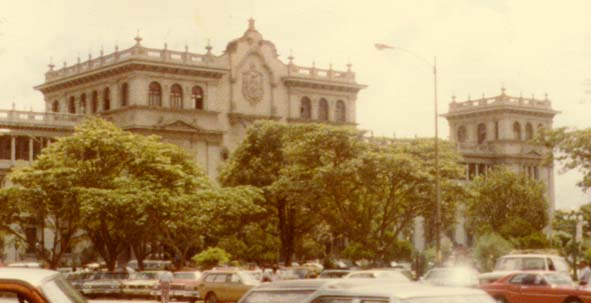
Parque Central en 1979, durante el gobierno del general Fernando Romeo Lucas García.

El 5 de septiembre de 1980 el Ejército Guerrillero de los Pobres llevó a cabo un acto terrorista frente al Palacio Nacional con la intención de disuadir al pueblo guatemalteco de asistir a una manifestación de apoyo al gobierno del general Lucas García que estaba planificada para el domingo 7 de septiembre en el Parque Central.  En ese ataque murieron seis adultos y un niño a causa de la explosión de dos bombas ubicadas en un vehículo; hubo un número indeterminado de heridos y cuantiosos daños materiales no sólo en las obras de arte del Palacio Nacional, sino que en muchos de los edificios aledaños, especialmente en el Edificio Lucky, que está frente al Palacio Nacional sobre la 6a. avenida. Las imágenes por televisión mostraban partes del los cuerpos distribuidos por el área del incidente, mientras los periódicos mostraron en sus portadas la imagen de carro bomba destruido y los alrededores del palacio.
Por la mañana, la guerrilla estacionó un vehículo sobre ese tragante, el cual tenía en su interior una carga mucho mayor; a las 9:35 a. m. detonaron la pequeña carga explosiva, la cual a su vez hizo estallar a la que estaba dentro del vehículo dejando esparcidos tras ser mutilados, los cuerpos de varios civiles, cuyos restos humanos fueron lanzados en un radio mayor a los setenta metros. A los cinco minutos de haberse producido la explosión se originó el incendio de siete vehículos.

### Remodelación
Tras el atentado dinamitero que la guerrilla realizó en 1980 ya no se permitió que los taxis se estacionaran alrededor del parque central.  Posteriormente, en 1983, la plaza fue convertida en un estacionamiento subterráneo de vehículos durante la gestión municipal del ingeniero José Ángel Lee Duarte en 1983 a petición del gobierno de facto del general Óscar Humberto Mejía Víctores.
Durante los gobiernos de Mejía Víctores, Vinicio Cerezo Arévalo, Jorge Serrano Elías y Ramiro de León Carpio, la plaza fue utilizada frecuentemente para erigir campamentos para protestar en contra de las medidas del gobierno o para realizar mítines de las huelgas que ocurrieron en esos años.
La plaza perdió su preponderancia durante el gobierno de Álvaro Arzú Yrigoyen, cuando este decidió descentralizar las oficinas del gobierno central y convertir el Palacio Nacional

## Galería de imágenes

### La plaza en el sigloxxi

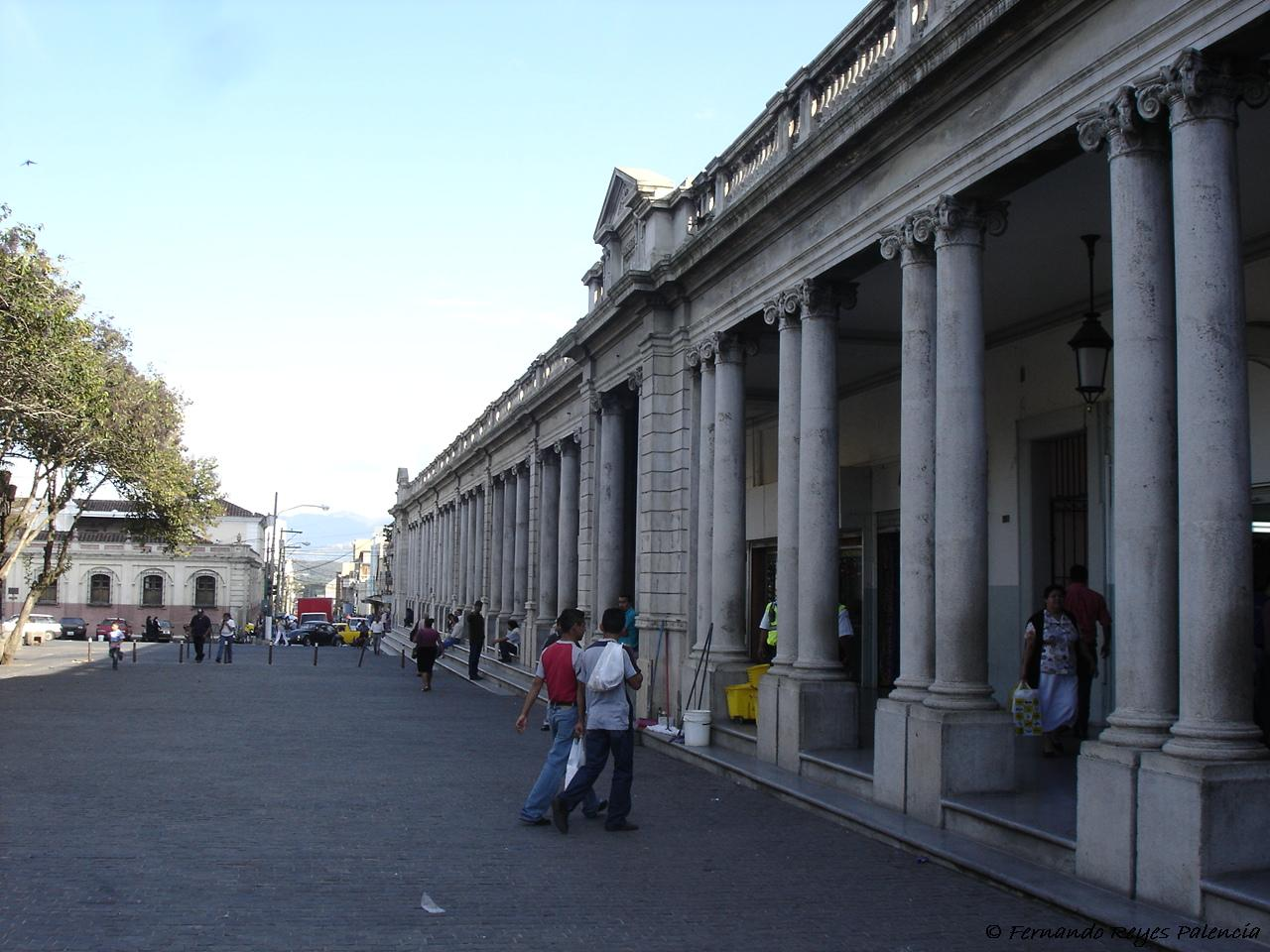
El Portal del Comercio
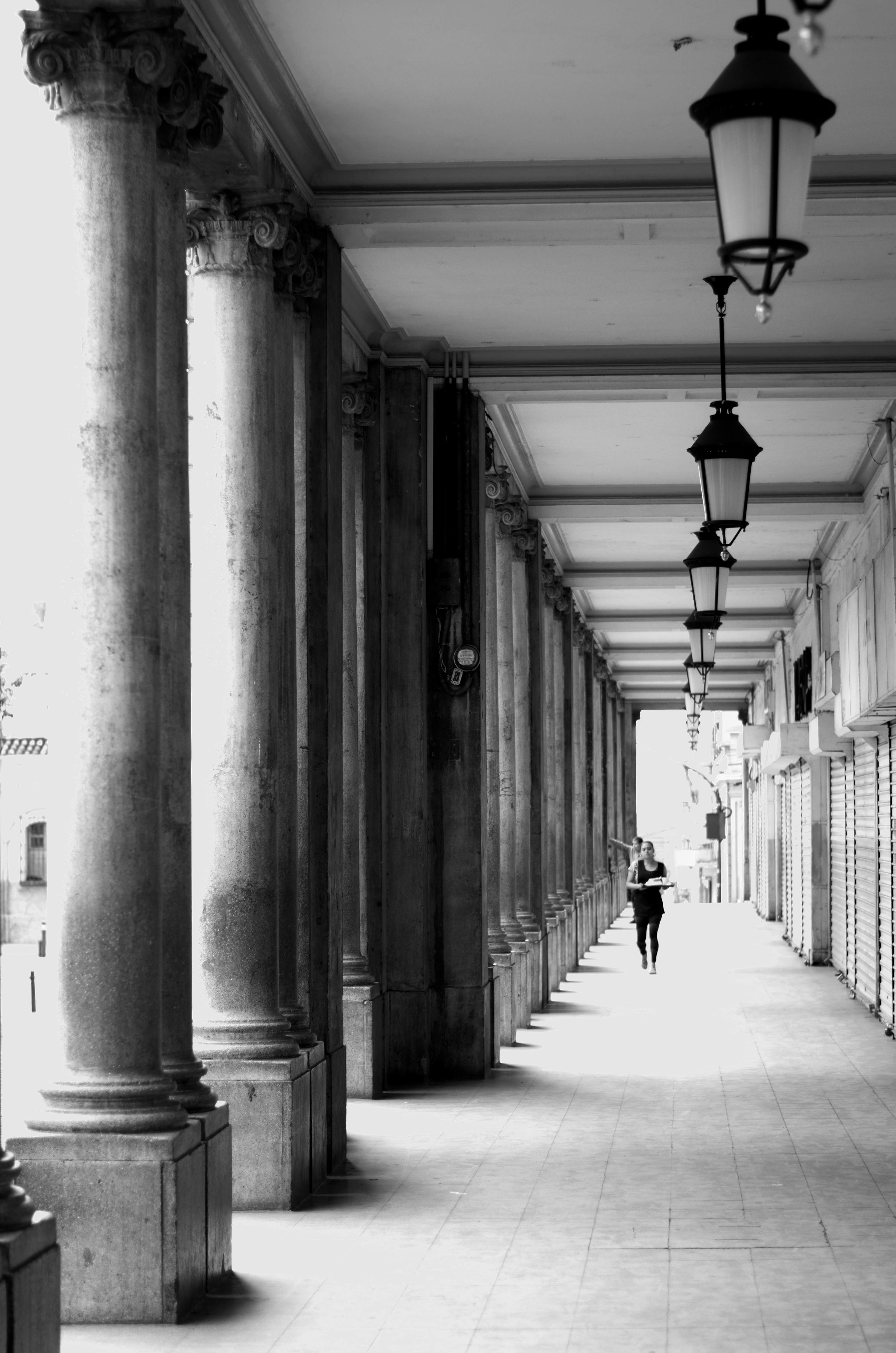
Portal del Comercio (Interior)
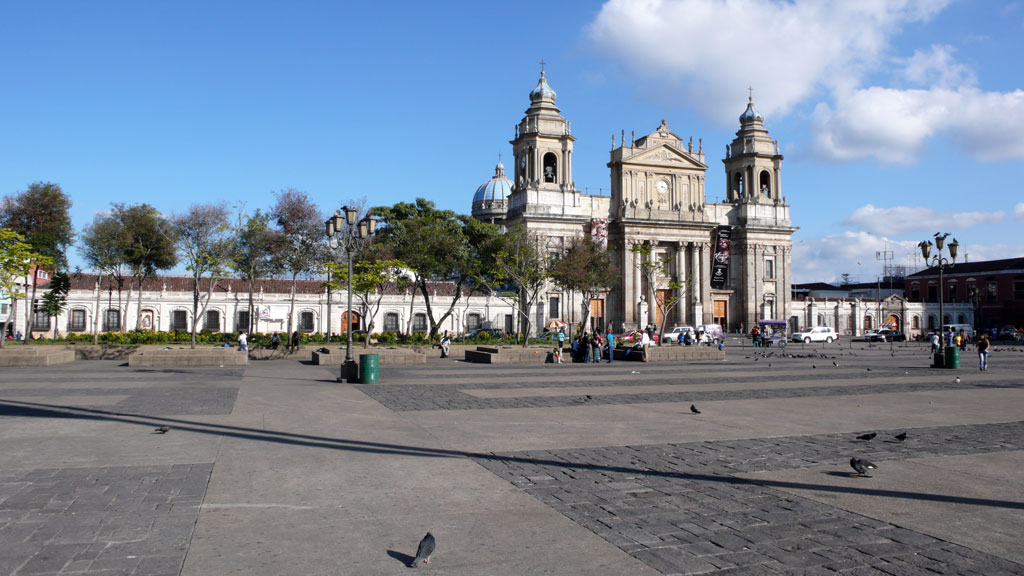
Catedral Metropolitana de Guatemala
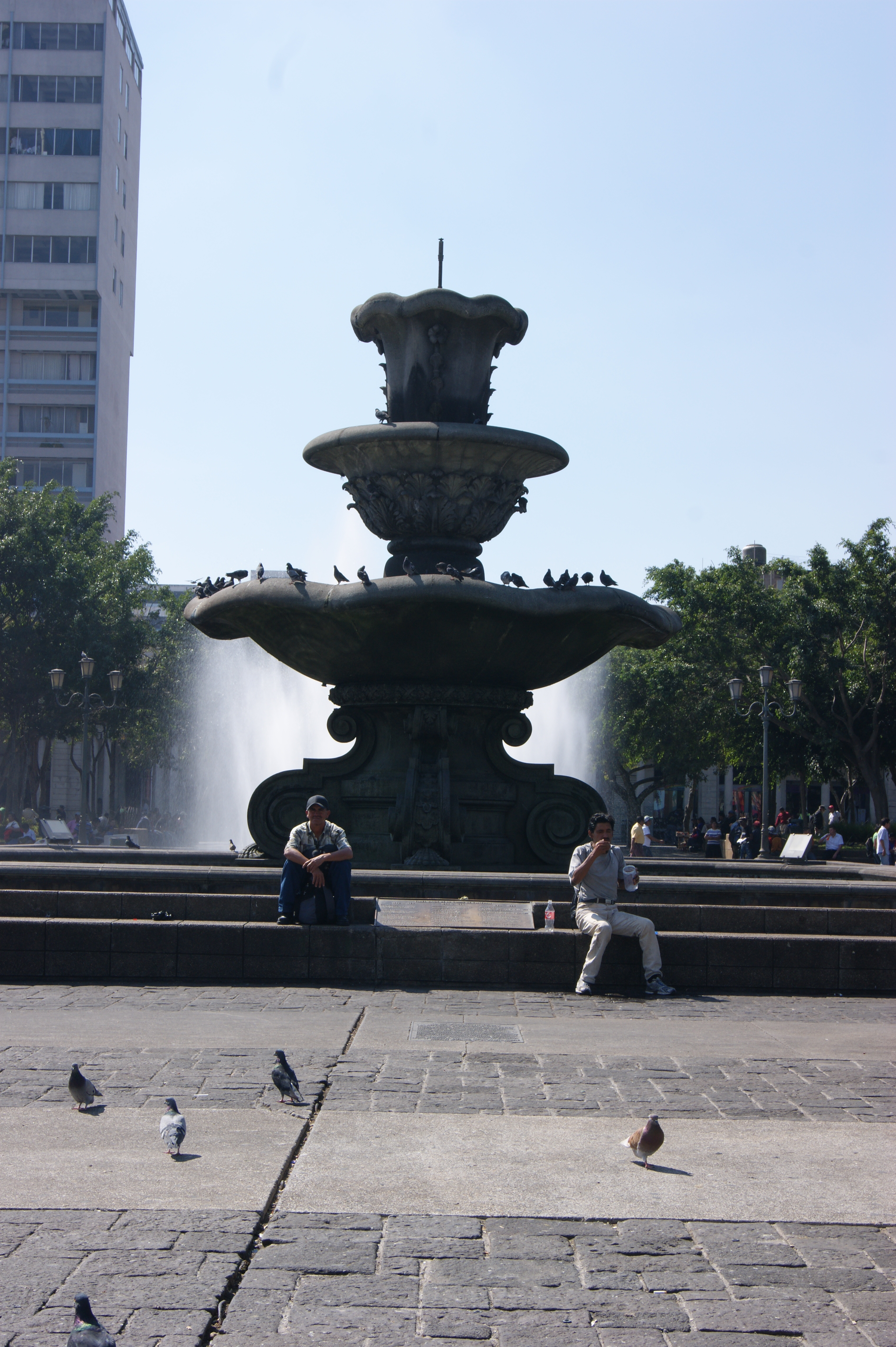
Fuente de Plaza de la Constitución

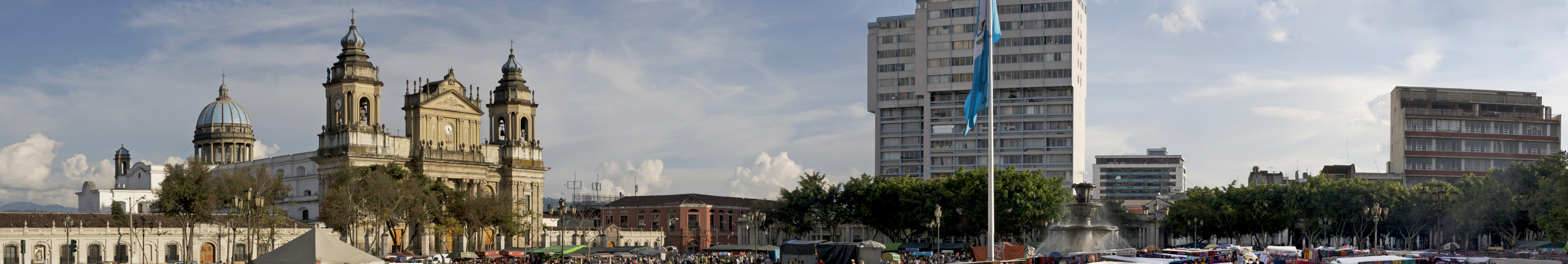
Panorámica de la Plaza de la Constitución en la Zona 1.